# Alejandro Portes
Alejandro Portes (* 13. Oktober 1944 in Havanna) ist ein US-amerikanischer Soziologe kubanischer Herkunft, der als Professor an der Princeton University lehrt. Er amtierte 1999 als Präsident der American Sociological Association (ASA). Seine Forschungsschwerpunkte sind internationale Migration, lateinamerikanische und karibische Urbanisierung und Wirtschaftssoziologie.
Portes begann seine akademische Ausbildung 1959 an der Universität von Havanna, verließ Kuba jedoch während der Revolution und setzte sein Studium 1963 an der Katholischen Universität von Argentinien. Den Bachelor-Abschluss machte er nach seinem Umzug in die USA 1965 an der Creighton University in Omaha. 1967 folgte das Master-Examen in Soziologie an der  University of Wisconsin, wo er 1970 zum Ph.D. promoviert wurde. Im Mai 1968 hatte er die US-Staatsbürgerschaft erhalten. Nach verschiedenen akademischen Stationen an mehreren amerikanischen Hochschulen wurde Portes 1975 Soziologieprofessor an der Duke University und 1981 an der Johns Hopkins University. 1997 wechselte er an die Princeton University.  2014 hatte er die Niklas-Luhmann-Gastprofessur an der Fakultät für Soziologie der Universität Bielefeld inne.
Im Jahr 1998 wurde Portes zum Mitglied der American Academy of Arts and Sciences, im Jahr 2000 zum Mitglied der National Academy of Sciences gewählt. 2008 wurde er mit dem NAS Award for Scientific Reviewing, 2019 mit dem Prinzessin-von-Asturien-Preis im Bereich Sozialwissenschaften ausgezeichnet.